# بهشت جای دیگری است
بهشت جای دیگری است فیلمی به کارگردانی  و نویسندگی عبدالرسول گلبن حقیقی ساختهٔ سال ۱۳۸۱ است.

## بازیگران
- یارمحمد دامنی پور
- جان محمد تاجیک
- فرشته سرابندی
- محمد حمزه زاده
- رسول بهارانگیز
- صمد میراسبقی